# Zygogramma signatipennis
Zygogramma signatipennis är en skalbaggsart som först beskrevs av Carl Stål 1859.  Zygogramma signatipennis ingår i släktet Zygogramma och familjen bladbaggar. Inga underarter finns listade i Catalogue of Life.